# 欧里耶尔
欧里耶尔（法語：Aurières，法語發音：[oʁjɛʁ]）是法国多姆山省的一个市镇，属于克莱蒙费朗区。

## 地理
欧里耶尔（45°41'0"N, 2°54'21"E）面积11.09 平方千米，位于法国奥弗涅-罗讷-阿尔卑斯大区多姆山省，该省份为法国中南部省份，北起阿列省接壤，东临卢瓦尔省，南至上盧瓦爾省和康塔爾省，西接科雷兹省和克勒兹省。
与欧里耶尔接壤的市镇（或旧市镇、城区）包括：艾达、内布扎、奥尔西瓦勒附近圣博内、索尔泽勒弗鲁瓦、韦尔尼讷。

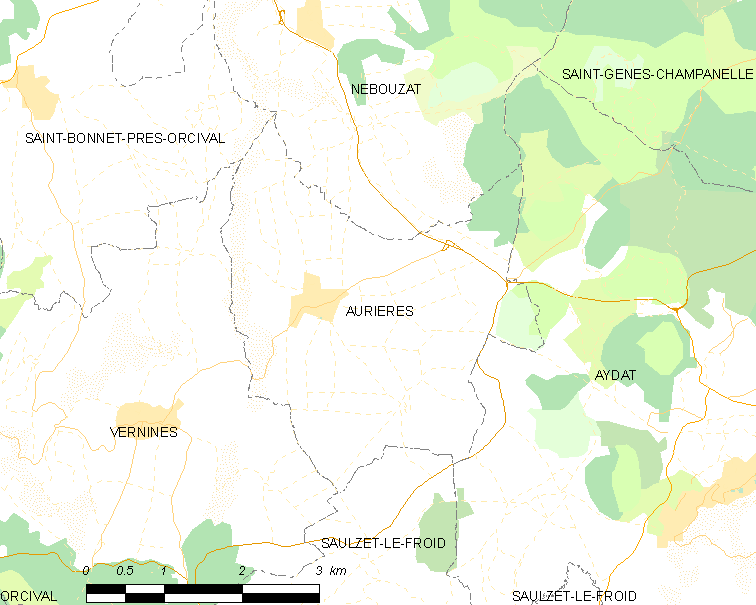
欧里耶尔的OSM定位图

欧里耶尔的时区为UTC+01:00、UTC+02:00（夏令时）。

## 行政
欧里耶尔的邮政编码为63210，INSEE市镇编码为63020。

## 政治
欧里耶尔所属的省级选区为奥尔西讷县。

## 人口

1962-2008年间欧里耶尔人口变化图示

欧里耶尔于2022年1月1日时的人口数量为379人。